# Walstropijlstaart
De walstropijlstaart (Hyles gallii) is een vlinder uit de familie pijlstaarten (Sphingidae). 

## Kenmerken
De spanwijdte bedraagt tussen de 60 en 80 millimeter. De bovenvleugels zijn overwegend olijfgroen van kleur. 

## Leefwijze
De vlinder bezoekt tegen de schemering en bij zonsopkomst bloemen.

## Verspreiding en leefgebied
De vlinder komt voor in Noord-Amerika, Europa, Centraal-Azië en Japan. In Nederland en België is de vlinder zeldzaam. De vliegtijd loopt van mei tot en met augustus. 

## De rups en zijn waardplanten
De waardplanten zijn soorten uit de geslachten walstro en (vooral) basterdwederik. 